# Frank Collett
 Frank Collett (eigentlich Frank Taglieri, * 1941 oder 1942 in Brooklyn; † 25. Januar 2016) war ein US-amerikanischer Jazzpianist und Keyboarder.

## Leben und Wirken
Colletts Talent als Wunderkind führte mit sechs Jahren zu einem Stipendium an der New Yorker Juilliard School of Music, wo er Unterricht bei Paul Gallico, David LeVita und Herbert Stessin hatte. Ende der 1950er-Jahre wandte er sich dem Jazz zu und trat fortan unter dem Nachnamen Collett in Erscheinung. nach Ableistung des Militärdienstes an der Militärakademie in West Point, wo er in einer Band spielte, arbeitete er als Begleitmusiker für Sarah Vaughan und zog in den Westen des USA. Erfolgreich arbeitete er in Las Vegas und Los Angeles; in den folgenden Jahren hatte Collett ein Trio, dem der Bassist Monty Budwig und der Schlagzeuger Donald Bailey angehörten. In Los Angeles war er vielbeschäftigter Studiomusiker und arbeitete u. a. mit Elvis Presley, Perry Como, Keely Smith, Glen Campbell und Bette Midler. Außerdem spielte er mit den Jazzmusikern Louis Armstrong, Zoot Sims, Shelly Manne, Dizzy Gillespie, Benny Carter, Freddie Hubbard; ferner begleitete er die Vokalisten Carmen McRae, Sarah Vaughan, Ernestine Anderson, Helen Merrill, Jon Hendricks, Dianne Reeves, Sandra Booker und Barbra Streisand. Im Bereich des Jazz war er zwischen 1975 und 2005 an 37 Aufnahmesessions beteiligt, außer den Genannten mit Sam Most, Hal Gordon, Louie Bellson, Buddy DeFranco, Zoot Sims, Guido Basso, Andy Simpkins, Herb Jeffries. Collett legte zudem mehrere Alben unter eigenem Namen vor, zuletzt bei Fresh Sound Records zwei Alben mit Songs aus Filmen.

## Diskographische Hinweise
- The Long Way Home(Klavier, 1985), mit Sam Most, Bill Fowler, Bob Magnusson, Tony Manillo, Jerry Steinholtz
- Coney Island (Innovation, 1987), mit Jon Pall, Monty Budwig, Santo Savino
- Perfectly Frank (Fresh Sound, 1997), mit Bob Magnusson, Joe LaBarbera
- All God's Chillun Got Rhythm – The Film Music of Bronisław Kaper (Fresh Sound, 2004), mit Tom Warrington, Joe LaBarbera
- Music from the Movies (Fresh Sound, 2005) dto.